# Omicidio del consenziente
L'omicidio del consenziente si configura allorché un soggetto volontariamente sopprime la vita umana di un'altra persona che ha prestato il proprio consenso.
L'omicidio del consenziente è disciplinato in maniera differente dai vari ordinamenti. Alcune comunità sociali ritengono che la vita sia un bene disponibile della persona e pertanto i loro ordinamenti lo considerano un fatto privo di conseguenze giuridiche, ovvero si limitano a disciplinare i limiti e le modalità di esercizio. Altre società ritengono, invece, che la vita sia un bene indisponibile della persona e, per tale motivo, considerano l'omicidio del consenziente un fatto riprovevole e, pertanto, lo configurano come reato.
L'argomento è in stretta correlazione con il suicidio assistito e l'eutanasia.

## L'omicidio del consenziente nei vari ordinamenti
L'istituto in oggetto presenta sensibili differenze da un ordinamento all'altro e fra ordinamenti nazionali differenti, per un approfondimento specifico si vedano le voci di seguito riportate.
- Omicidio del consenziente (ordinamento italiano)